# Flittene

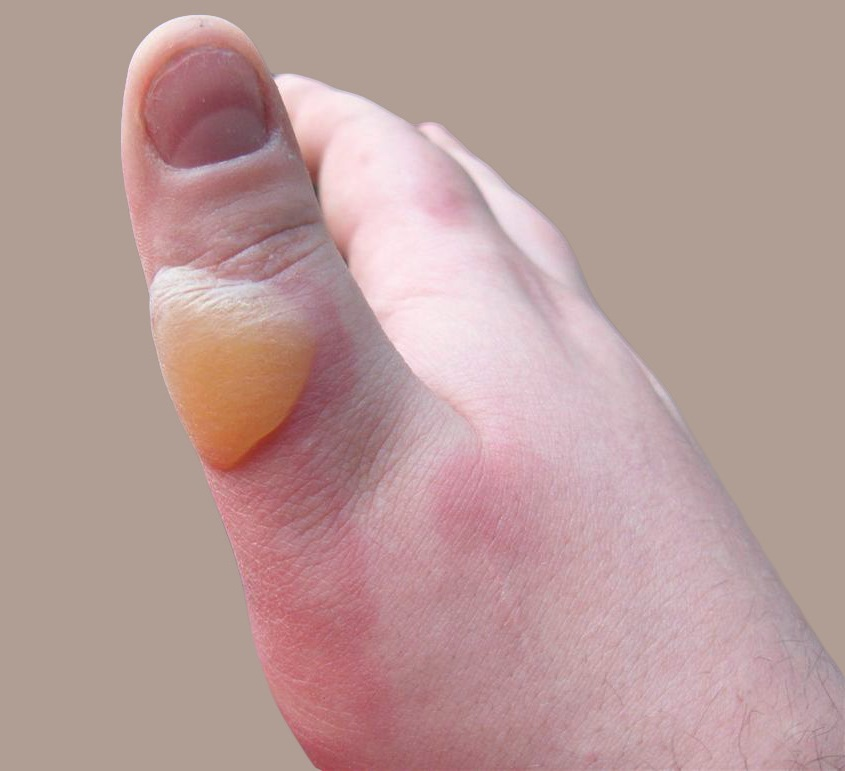
Flittene

La flittena è un tipo di vescicola subepidermica caratterizzata da un rigonfiamento dovuto a una raccolta di liquido o sudore eccessivo da sfregamento, generalmente sieroso, al di sotto dello strato esterno dell'epidermide.
Tuttavia la flittena può essere riempita da  sangue (si parla allora di flittena ematica) o pus (in genere a seguito di sovrainfezione batterica). La flittena può essere di varie dimensioni, a seconda della causa scatenante.
Sono invece dette flittene o flitteni in particolare le bolle dovute a ustione.

## Eziologia
Una flittena può formarsi quando la pelle viene ad essere danneggiata da:
- frizione o sfregamento;
- calore;
- contusioni;
- freddo;
- esposizione a sostanze chimiche (agenti caustici).

In tutti i casi sopra menzionati del fluido si raccoglie tra l'epidermide - lo strato superiore della pelle - e gli strati sottostanti. Questo fluido funge da ammortizzatore per i tessuti sottostanti, proteggendoli da ulteriori danni e permettendo la guarigione.
In particolare tra le cause più comuni si ricordano: ustioni (olio o acqua bollente), contatto con caustici od urticanti naturali (per esempio il veleno delle meduse), esposizione a raggi UV o raggi X, esposizione al freddo, l'infezione virale, patologie autoimmuni.

### Frizione o sfregamento

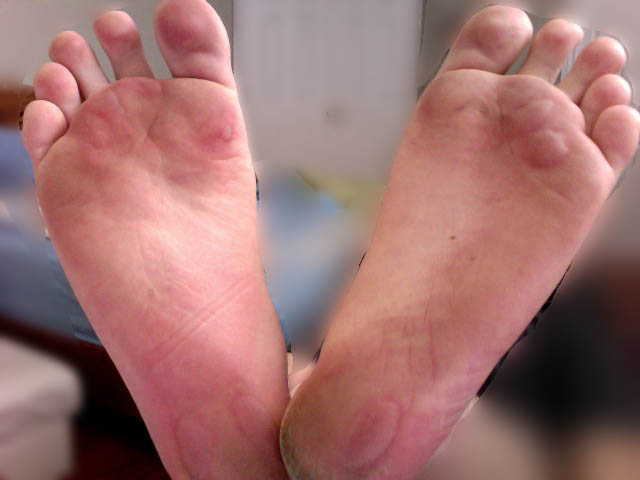
Flittene di diverse dimensioni, causate da frizione, sulla pianta del piede.

Uno sfregamento intenso può causare delle flittene, così come ogni frizione della cute se prolungata a sufficienza nel tempo. Questo tipo di flittene è comune dopo avere percorso lunghe distanze od aver indossato un nuovo paio di scarpe strette. le flittene sono più comuni sulle mani e sui piedi. Tali estremità sono estremamente sensibili, specialmente mentre si cammina, si corre, o si eseguono movimenti ripetitivi. Le flittene si formano più facilmente sulla pelle umida che sulla pelle asciutta o bagnata, e sono più comuni in condizioni di caldo. Uno sfregamento meno aggressivo per periodi di tempo più prolungati può causare la formazione di calli piuttosto che flittene. Sia le flittene che i calli possono portare a complicazioni più gravi, quali ulcere del piede ed infezioni. Ciò avviene in particolare quando la sensibilità o la circolazione è compromessa, come nel caso del diabete, di diverse forme di neuropatia o nella arteriopatia periferica.

### Ustioni e congelamento
Il tempo di insorgenza delle flittene è uno degli strumenti utilizzati per determinare il grado delle ustioni subite. Sia le ustioni di primo che quelle di secondo grado possono provocare flittene, ma la caratteristica delle ustioni di secondo grado è la comparsa immediata di flittene, mentre nelle ustioni di primo grado la comparsa di flittene può avvenire dopo un paio di giorni. Flittene possono formarsi anche su mani e piedi a seguito di danni ai tessuti causati dal congelamento.

### Esposizione chimica

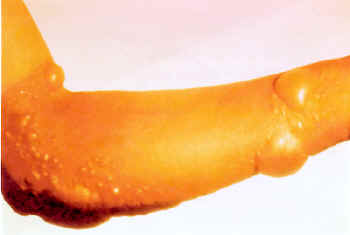
Flittene causato da esposizione chimica.

Talvolta la pelle reagisce con la comparsa di flittene quando entra in contatto con un cosmetico, detergenti, solventi chimici o altro. Questo fenomeno è noto come dermatite da contatto. Flittene possono anche svilupparsi come risultato di una reazione allergica alla puntura di un insetto. Inoltre alcuni agenti utilizzati nella guerra chimica (gli agenti vescicanti) sono in grado di causare vesciche di grandi dimensioni, estremamente dolorose e di difficile guarigione attraverso il semplice contatto con la cute.  Fra questi agenti si ricorda il gas mostarda, noto anche con il nome d'Iprite.

### Contusioni
Una flittena ematica di solito si forma quando si rompe un piccolo vaso vicino alla superficie cutanea ed il sangue si raccoglie "in una lacrima" tra gli strati di pelle. Questo evento si verifica se la pelle si rompe, si schiaccia o viene compressa in modo aggressivo.

## Malattie correlate
Tutta una serie di condizioni mediche sono in grado di determinare flittene. Le patologie più comuni sono:
- Varicella
- Herpes
- Impetigine
- Eczema disidrosico

Altre condizioni, molto più rare, in grado di causare flittene possono includere:
- Pemfigoide bolloso (una malattia della pelle che si manifesta con vescicole di grandi dimensioni, e che tendenzialmente interessa persone di età maggiore di 60 anni).
- Pemfigo (una dermatite bollosa, in genere lentamente progressiva, che si manifesta con bolle sparse e talvolta confluenti, di forma e dimensioni varie)
- Dermatite erpetiforme (una dermatite cronica, in genere localizzata su gomiti, ginocchia, schiena e glutei, caratterizzata da una eruzione papulo-vescicolare, molto pruriginosa).
- Dermatosi cronica bollosa (una malattia che causa bolle riunite a grappolo sul viso, la bocca o i genitali).
- Epidermolisi bollosa
- Cheratocongiuntivite flittenulare (complicanza tubercolare, che colpisce maggiormente il sesso femminile, caratterizzata da flittene in sede congiuntivale)

## Prevenzione
Le flittene causate da sfregamento contro la pelle, possono essere prevenute riducendo l'attrito ad un livello tale da non determinare la formazione di bolle.. Ciò può essere realizzato in diversi modi.

Le flittene ai piedi possono essere prevenute calzando delle scarpe più larghe e confortevoli ed indossando dei calzini puliti. Alcune tipologie di calzature, come scarpe da sera o con tacchi alti, presentano intrinsecamente dei rischi più elevati. Inoltre le flittene hanno una maggiore probabilità di svilupparsi sulla pelle umida. Ne consegue che una maggiore frequenza di cambiamento dei calzini aiuterà a risolvere il problema in coloro che hanno piedi particolarmente sudati. Durante l'allenamento oppure nella pratica degli sport, speciali calze sportive possono aiutare a mantenere i piedi più a secco e ridurre così il rischio di flittene.
Anche prima di avvertire un discomfort od una sensazione di irritazione ai piedi, è possibile ricorrere ad una imbottitura od alla applicazione di nastri o cerotti (perfino di un ulteriore calzino sottile, tipo collant, a contatto con la cute) al fine di ridurre l'attrito tra la zona interessata e la calzatura, impedendo così la formazione di flittene. Bendaggi possono essere applicati quotidianamente al piede, ma la maggior parte di essi ha un alto coefficiente di attrito, con il rischio di peggiorare il problema. Al contrario un cerotto applicato alla calzatura per gestire l'attrito rimane in sede molto più a lungo, durante svariati cambiamenti di calze e solette. Questo tipo di intervento può essere utilizzato con calzature che si indossano tutti i giorni, così come con scarpe e stivali speciali, come ad esempio scarpe sportive e specialistiche o scarponi da montagna e trekking.

Per evitare la formazione di flittene da attrito sulle mani è opportuno indossare guanti adeguati quando si utilizzano strumenti come una pala o piccone, ci si appresta a fare lavori manuali come il giardinaggio, oppure ad utilizzare attrezzature sportive, come mazze da golf o mazze da baseball. 
In alcune attività sportive come il canottaggio od il sollevamento pesi è facile che si formino flittene sulle mani dei praticanti. Per ridurre ulteriormente questa possibilità è opportuno porre del nastro sulle mani. Esistono inoltre una serie di prodotti commerciali che dichiarano la loro utilità nel ridurre l'insorgenza di vesciche. La maggior parte di queste proposte commerciali si limita ad offrire una imbottitura che crea uno strato che riduce il coefficiente di attrito tra la pelle e il guanto.
Un lubrificante, in genere del talco, può essere usato per ridurre l'attrito tra la pelle e abbigliamento. Molte persone sono solite mettere talco all'interno dei guanti o delle calzature per questo scopo. Tuttavia questo tipo di rimedio con il trascorrere del tempo tende a determinare un aumento dell'attrito, in quanto comporta l'assorbimento di umidità.

## Trattamento

### Flittene da frizione

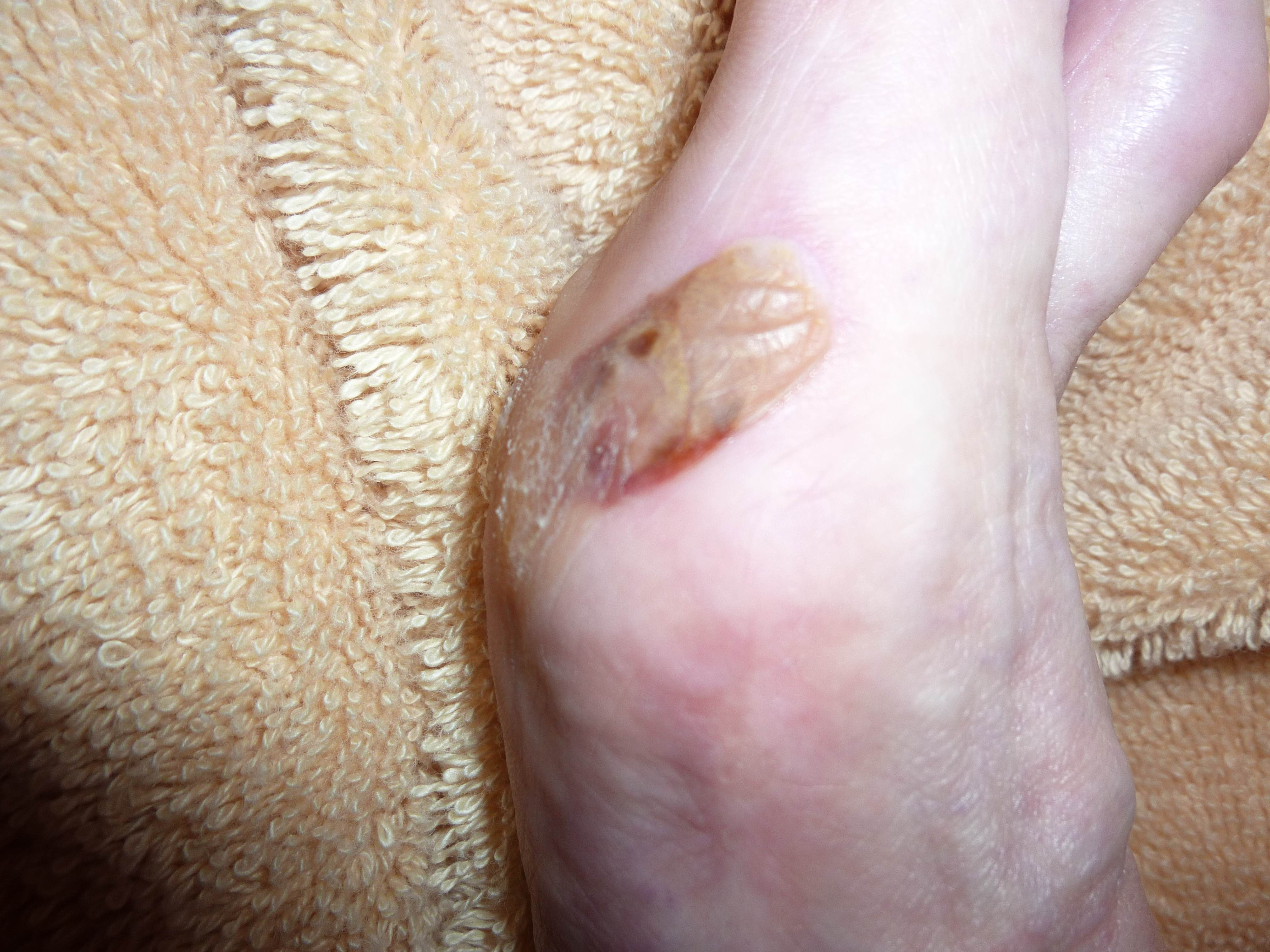
Una ampia flittena su un piede umano tre giorni dopo il trattamento con tintura di benzoino

Generalmente si ritiene che la raccolta di liquido sieroso all'interno del flittene non debba essere svuotata, sia per l'effetto "cuscinetto" da essa svolto che per il fatto che determina una accelerazione del processo di guarigione. I medici della US Army tendenzialmente drenano il liquido raccolto nelle flittene e vi iniettano una analoga quantità di composto di tintura di benzoino. Si ritiene che questo trattamento contribuisca a sigillare lo spazio delle flittene, funga da antisettico locale e prevenga una ulteriori abrasione o perdita di pelle.
Se le flittene si rompono possono occasionalmente infettarsi. L'infezione deve essere prevenuta ed eventualmente trattata con antibiotici.

### Flittene da scottature
La maggior parte di queste flittene guariscono naturalmente. Adeguata idratazione e lozioni dopo-sole possono aiutare ad alleviare il disagio in caso di ustioni.
Un sollievo immediato da flittene da ustione può essere provato applicando temporaneamente del ghiaccio sulla zona interessata. Successivamente si possono drenare le flittene previa disinfezione della cute.